# Nikola Storm
Nikola Storm (Maldegem, 30 september 1994) is een Belgische voetballer die doorgaans als flankaanvaller speelt.

## Carrière

### Jeugd
Nikola Storm leerde voetballen bij de jeugd van het bescheiden KSK Maldegem. Op tienjarige leeftijd maakte de aanvaller de overstap naar de jeugd van KSC Lokeren, waar hij een generatiegenoot was van onder andere Alexander Corryn en Dennes De Kegel. Daar wekte hij de interesse op van onder meer RSC Anderlecht en Club Brugge. In 2008 stapte Storm over naar de jeugdopleiding van Club Brugge.

### Club Brugge
Op 8 november 2012 maakte Storm voor het eerst deel uit van de wedstrijdselectie van het eerste elftal van Club Brugge voor de Europa League-wedstrijd tegen Newcastle United. Zijn officiële debuut in het eerste elftal volgde echter pas ruim een jaar later: op 7 december 2013 mocht hij van coach Michel Preud'homme invallen in de competitiewedstrijd tegen KV Mechelen, waarin hij na 75 minuten bij een 3-0-voorsprong inviel voor ploegmaat Maxime Lestienne. Storm klokte in zijn debuutseizoen bij het eerste elftal af op drie wedstrijden: ook in de competitiewedstrijden tegen AA Gent en Zulte Waregem mocht hij invallen. In december 2013 verlengde hij zijn contract bij Club Brugge tot 2017.
Op 26 juli 2014 kreeg Storm op de eerste competitiespeeldag van het seizoen 2014/15 een basisplaats tegen Waasland-Beveren. In het seizoen 2014/15 speelde hij 35 wedstrijden in alle competities, waarin hij tweemaal scoorde.
In augustus 2015 werd de concurrentiestrijd in de Brugse kern te groot voor Storm en werd hij uitgeleend aan de Belgische subtopper SV Zulte Waregem. Na het einde van het seizoen 2015 - 2016 keerde Storm terug naar Club Brugge.
Begin 2017 werd Storm opnieuw uitgeleend, deze keer voor anderhalf jaar aan tweedeklasser Oud-Heverlee Leuven.

### KV Mechelen
In mei 2018 tekende Storm een definitief contract bij degradent KV Mechelen. Het werd een topseizoen waarin kampioen gespeeld werd in Eerste Klasse B waardoor Mechelen na één seizoen dus al terugkeerde naar het hoogste niveau. Daarnaast werd ook de Beker van België gewonnen. Persoonlijk werd hij daarnaast genomineerd voor de prijs van 'Speler van het jaar' in de reeks, deze prijs ging uiteindelijk naar Percy Tau.

## Statistieken
| Seizoen | Club            | Land             | Competitie         | Competitie | Competitie | Beker van België | Beker van België | Supercup | Supercup | Europees | Europees | Totaal | Totaal |
| Seizoen | Club            | Land             | Competitie         | Wed.       | Dlp.       | Wed.             | Dlp.             | Wed.     | Dlp.     | Wed.     | Dlp.     | Wed.   | Dlp.   |
| ------- | --------------- | ---------------- | ------------------ | ---------- | ---------- | ---------------- | ---------------- | -------- | -------- | -------- | -------- | ------ | ------ |
| 2013/14 | Club Brugge     | Vlag van België  | Jupiler Pro League | 3          | 0          | 0                | 0                | —        | —        | 0        | 0        | 3      | 0      |
| 2014/15 | Club Brugge     | Vlag van België  | Jupiler Pro League | 22         | 0          | 6                | 2                | —        | —        | 7        | 0        | 35     | 2      |
| 2015/16 | Club Brugge     | Vlag van België  | Jupiler Pro League | 4          | 0          | 0                | 0                | 0        | 0        | 0        | 0        | 4      | 0      |
| 2015/16 | → Zulte Waregem | Vlag van België  | Jupiler Pro League | 17         | 0          | 1                | 0                | —        | —        | —        | —        | 18     | 0      |
| 2016/17 | Club Brugge     | Vlag van België  | Jupiler Pro League | 5          | 0          | 1                | 0                | 0        | 0        | 0        | 0        | 6      | 0      |
| 2016/17 | → OH Leuven     | Vlag van België  | Proximus League    | 7          | 2          | 0                | 0                | —        | —        | —        | —        | 1      | 0      |
| 2017/18 | → OH Leuven     | Vlag van België  | Proximus League    | 21         | 4          | 2                | 3                | —        | —        | —        | —        | 23     | 7      |
| 2018/19 | KV Mechelen     | Vlag van België  | Proximus League    | 30         | 6          | 6                | 2                | —        | —        | —        | —        | 36     | 8      |
| 2019/20 | KV Mechelen     | Vlag van België  | Eerste klasse A    | 27         | 4          | —                | —                | 1        | 0        | —        | —        | 28     | 4      |
| 2020/21 | KV Mechelen     | Vlag van België  | Eerste klasse A    | 34         | 11         | 2                | 0                | —        | —        | —        | —        | 36     | 11     |
| 2021/22 | KV Mechelen     | Vlag van België  | Eerste klasse A    | 38         | 15         | 3                | 1                | —        | —        | —        | —        | 41     | 16     |
| 2022/23 | KV Mechelen     | Vlag van België  | Eerste klasse A    | 31         | 4          | 6                | 1                | —        | —        | —        | —        | 37     | 5      |
| 2023/24 | KV Mechelen     | Vlag van België  | Eerste klasse A    | 23         | 1          | 1                | 0                | 1        | 0        | —        | —        | 25     | 1      |
| 2024/25 | KV Mechelen     | Vlag van België  | Eerste klasse A    | 32         | 7          | 1                | 0                | 0        | 0        | —        | —        | 33     | 7      |
| 2025/26 | KV Mechelen     | Vlag van België  | Eerste klasse A    | 1          | 0          | 0                | 0                | 0        | 0        | —        | —        | 1      | 0      |
| 2025/26 | Antalyaspor     | Vlag van Turkije | Süper Lig          | 1          | 1          | 0                | 0                | —        | —        | —        | —        | 1      | 1      |
| TOTAAL  | TOTAAL          | TOTAAL           | TOTAAL             | 291        | 54         | 29               | 9                | 2        | 0        | 7        | 0        | 329    | 63     |

## Palmares
| Competitie               | Aantal      | Jaren       |             |             |
| Club Brugge              | Club Brugge | Club Brugge | Club Brugge | Club Brugge |
| ------------------------ | ----------- | ----------- | ----------- | ----------- |
| Nationaal                |             |             |             |             |
| Beker van België         | 1x          | 2015        |             |             |
| Belgische Supercup       | 1x          | 2016        |             |             |
| KV Mechelen              |             |             |             |             |
| Nationaal                |             |             |             |             |
| Kampioen Eerste Klasse B | 1x          | 2018/2019   |             |             |
| Beker van België         | 1x          | 2019        |             |             |

## Trivia
Eind november 2019 werd Storm voor het eerst vader van een zoontje.
3 Öztürk ·
5 Dikmen ·
6 Rakip ·
7 Balcı ·
10 Ömür ·
11 Vural ·
12 Djenepo ·
13 Pirić ·
14 Uzunhan ·
17 Yeşilyurt ·
18 Kaluzinski ·
21 Yiğiter ·
22 Van de Streek ·
27 Yılmaz ·
34 Özkan ·
44 Gülerce ·
72 Toprak ·
81 Samudio ·
89 Sarı ·
91 İngenç ·
99 Arıcan ·
Coach: Belözoğlu